# Nínox de les Andaman
El nínox de les Andaman (Ninox affinis) és una espècie d'ocell de la família dels estrígids (Strigidae). Habita els boscos de les illes Andaman i Nicobar. El seu estat de conservació es considera de risc mínim.